# NGC 40
NGC 40 – mgławica planetarna znajdująca się w gwiazdozbiorze Cefeusza, oddalona o około 4600 lat świetlnych od Ziemi. Jest to 40. obiekt w katalogu New General Catalogue. Nieoficjalnie bywa też nazywany Mgławicą Muszka. Mgławicę tę odkrył William Herschel 25 listopada 1788 roku.

## Charakterystyka

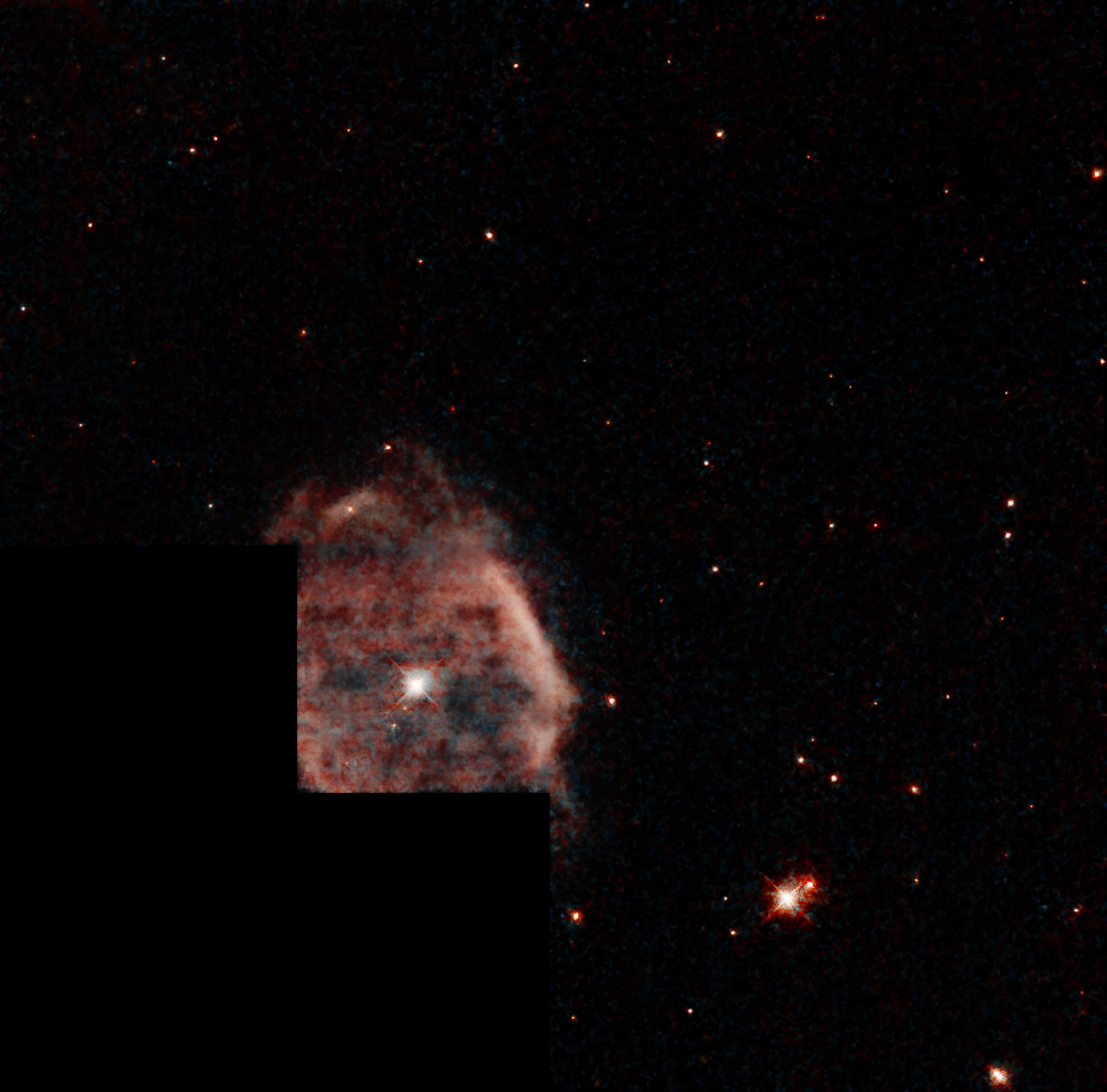
Zdjęcie z Teleskopu Hubble’a

Gwiazda, która stworzyła mgławicę planetarną odrzuciła jej zewnętrzną powłokę około 30 tysięcy lat temu, pozostawiając bardzo gorące, nagie jądro, którego temperatura sięga około 50 tysięcy stopni Celsjusza. Promieniowanie z gwiazdy powoduje nagrzanie rozrzuconego gazu do temperatury około dziesięciu tysięcy stopni Celsjusza. Mgławica mierzy około 1 roku świetlnego rozpiętości.